# Wahlenbergia planiflora
Wahlenbergia planiflora är en klockväxtart som beskrevs av P.J.Sm. Wahlenbergia planiflora ingår i släktet Wahlenbergia och familjen klockväxter.

## Underarter
Arten delas in i följande underarter:
- W. p. longipila
- W. p. planiflora